# The Spirit of the Violin
The Spirit of the Violin è un cortometraggio muto del 1915 diretto da Edward J. Le Saint.

## Produzione
Il film fu prodotto dalla Selig Polyscope Company.

## Distribuzione
Distribuito dalla General Film Company, il film - un cortometraggio in una bobina - uscì nelle sale cinematografiche statunitensi il 25 gennaio 1915.